# Suhle

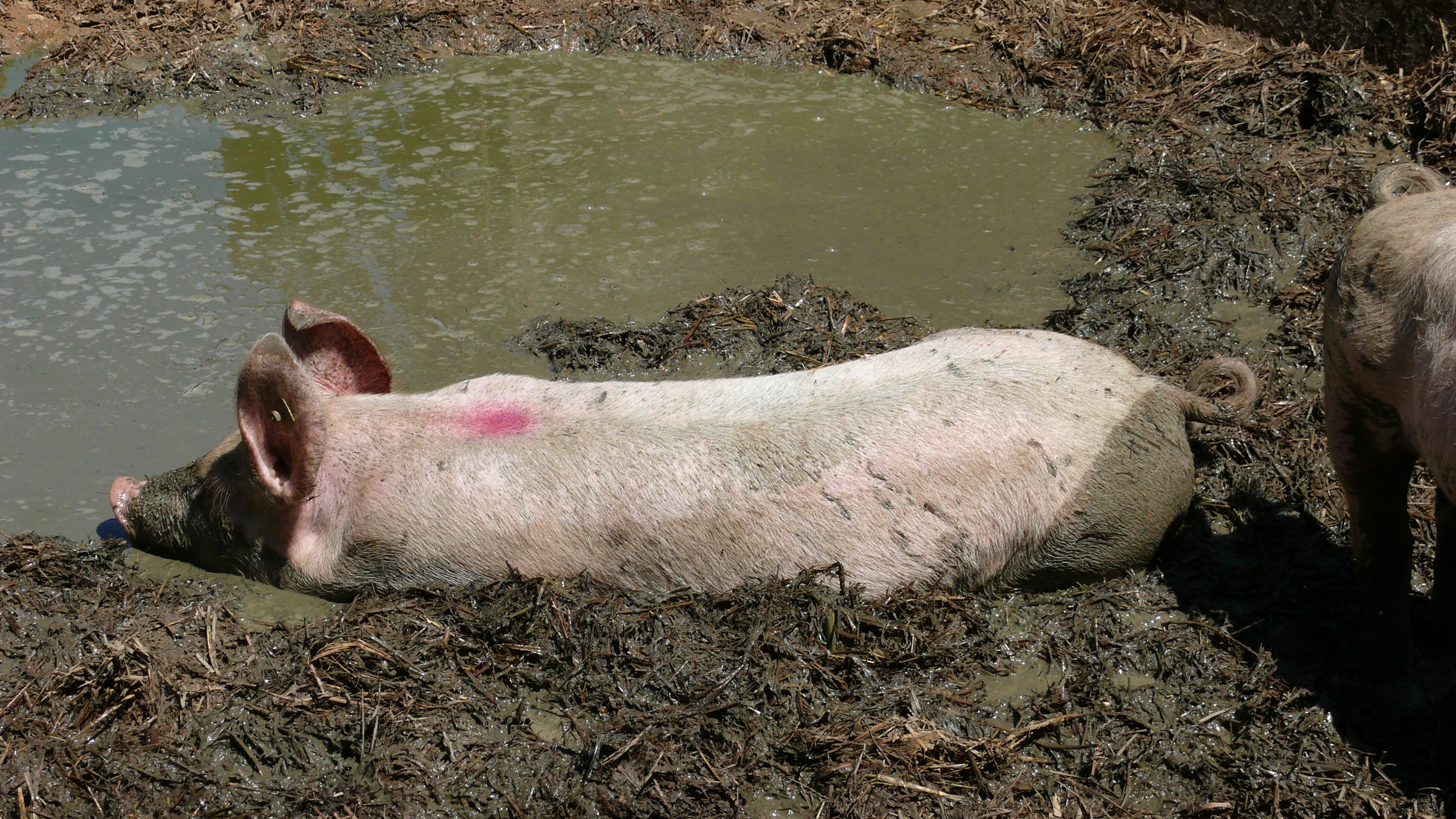
Sich suhlendes Schwein auf einem Bauernhof

Eine Suhle ist in der Jägersprache die Bezeichnung für eine morastige Bodenvertiefung. In ihr legt sich Rot-, Sika- oder Schwarzwild, besonders bei trockenem heißem Wetter, nieder. Die Tiere kühlen sich dabei ab und reinigen sich von Ungeziefer, wie beispielsweise den Hirschlausfliegen und Zecken. Dieser Vorgang wird „Suhlen“ genannt.
Hirsche schlagen meist in der Feist- und Brunftzeit gewöhnlich zuerst mit dem Vorderlauf den Morast zu einer breiartigen Masse, legen sich dann hinein und suhlen sich darin umher. Beim Austreten aus der Suhle schütteln sie den Schmutz ab und reiben oder scheuern sich anschließend an Bäumen. In der Jagdsprache wird dieser Vorgang „Malen“ genannt.

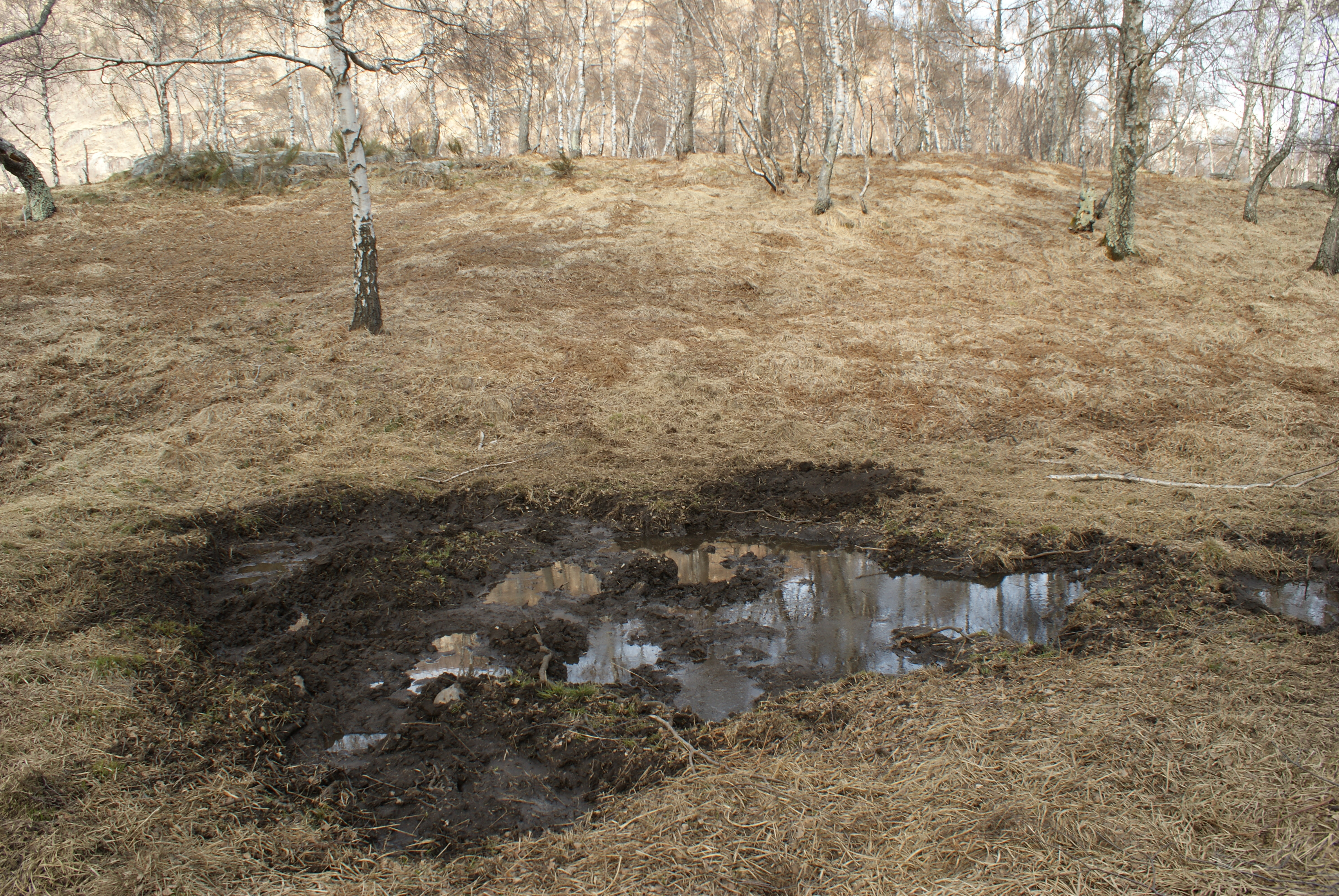
Suhle im Birkenwald, die von Wildschweinen genutzt wird

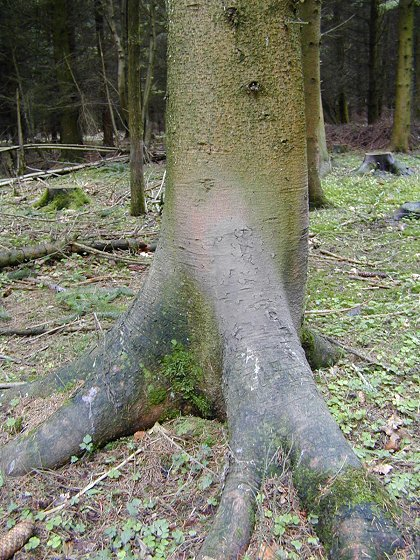
Malbaum des Schwarzwildes mit anhaftendem Schlamm

Bei Wildschweinen gehört das Suhlen zum fast täglichen Komfortverhalten. Sie nutzen es zur Wärmeregulation und um sich mit einem Schlammpanzer gegen Stechinsekten zu schützen. Anders als Hirsche suhlen sich Wildschweine nicht komplett. Ihr Kamm bleibt meistens trocken. Ebenso wie das Rotwild „malen“ Wildschweine häufig im Anschluss an das Suhlen, indem sie sich an Malbäumen scheuern.
Siehe auch: Senke (Geowissenschaften)